# Kirche Geißen

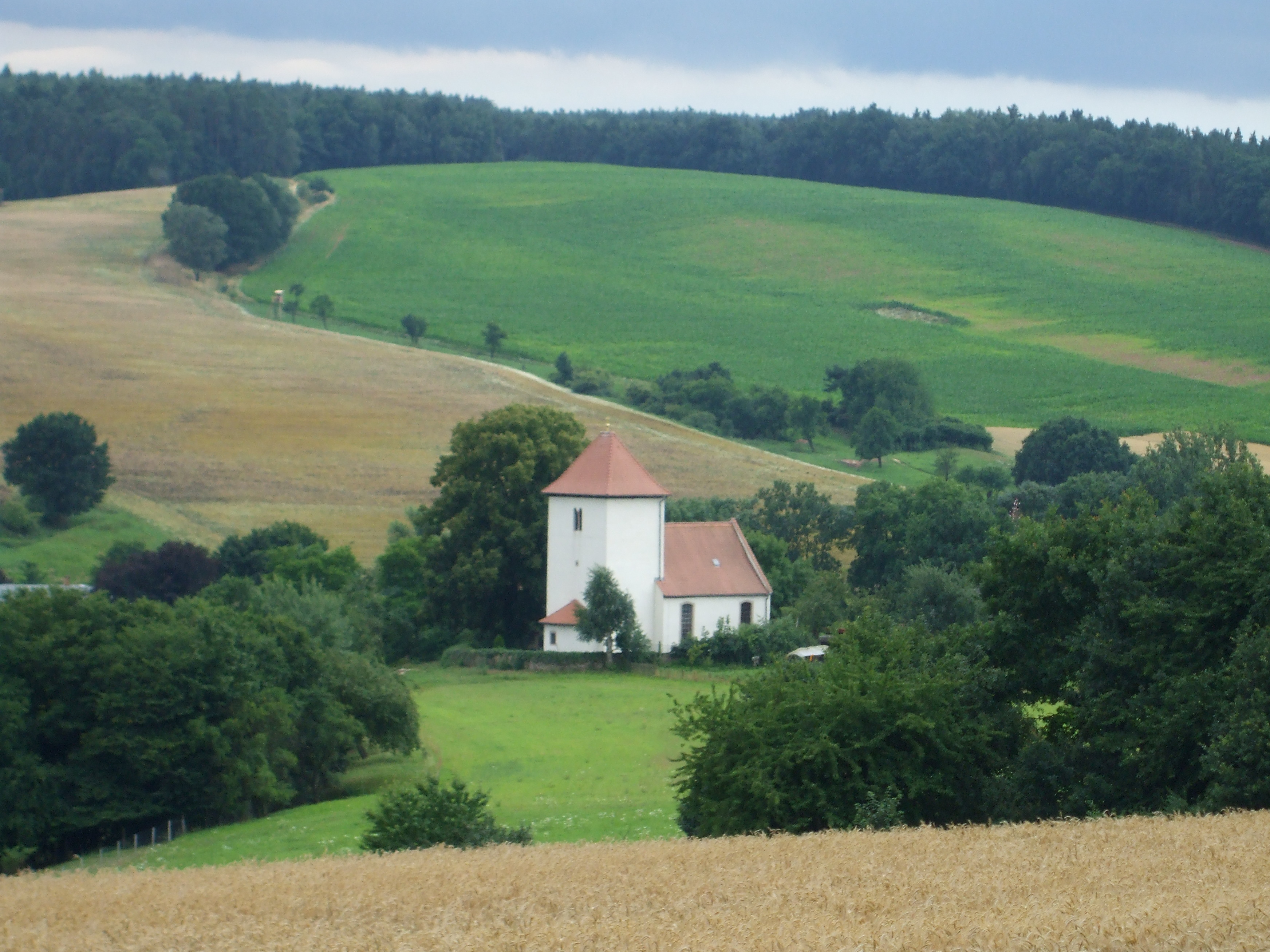
Kirche Geißen, 2008

Die Filialkirche Kirche Geißen steht in Geißen, einem Ortsteil von Saara im Landkreis Greiz in Thüringen. Die Kirchengemeinde gehört zum Pfarrbereich der Dorfkirche St. Gangloff im Kirchenkreis Gera der Evangelischen Kirche in Mitteldeutschland.

## Beschreibung

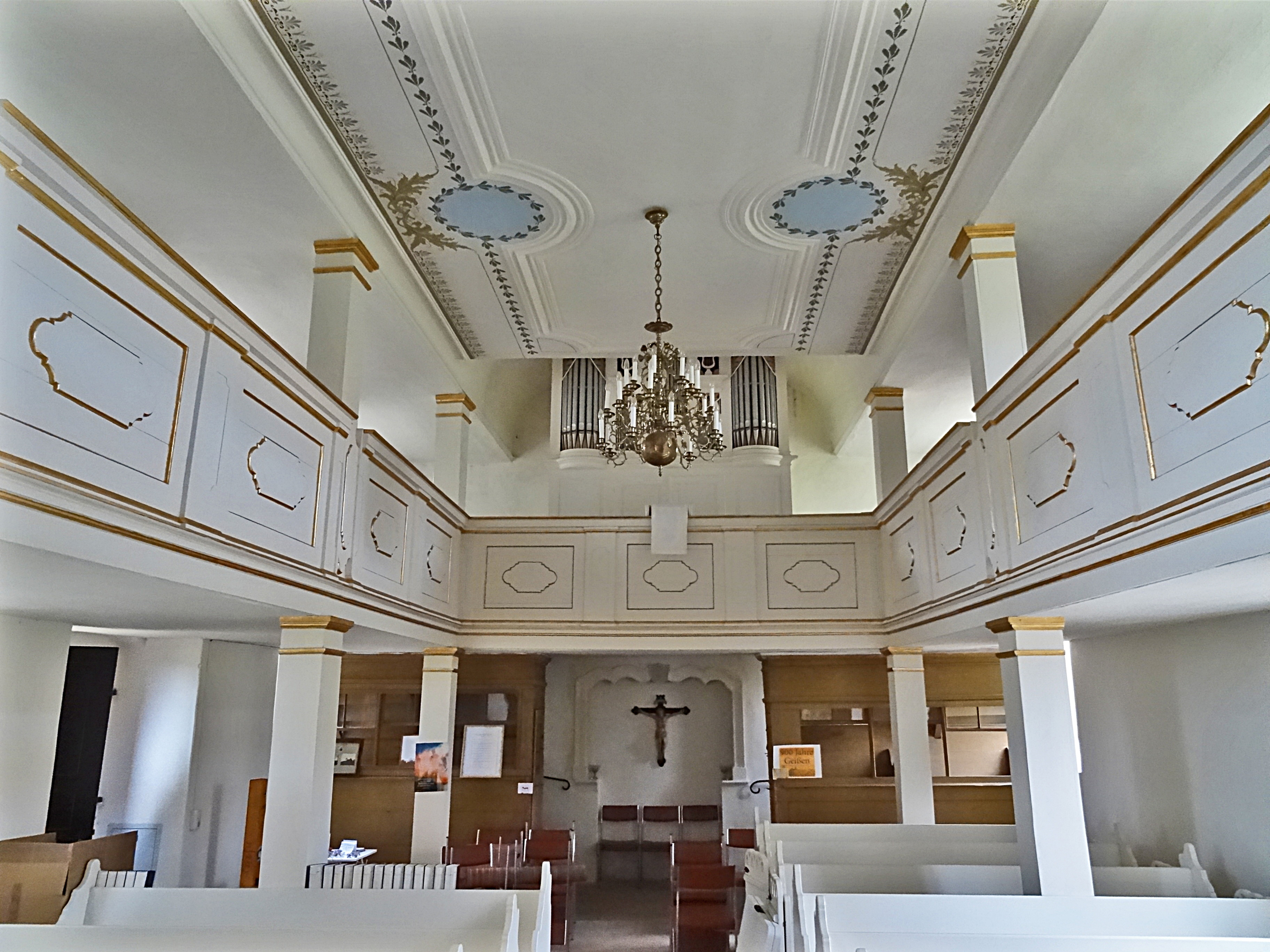
Innenansicht

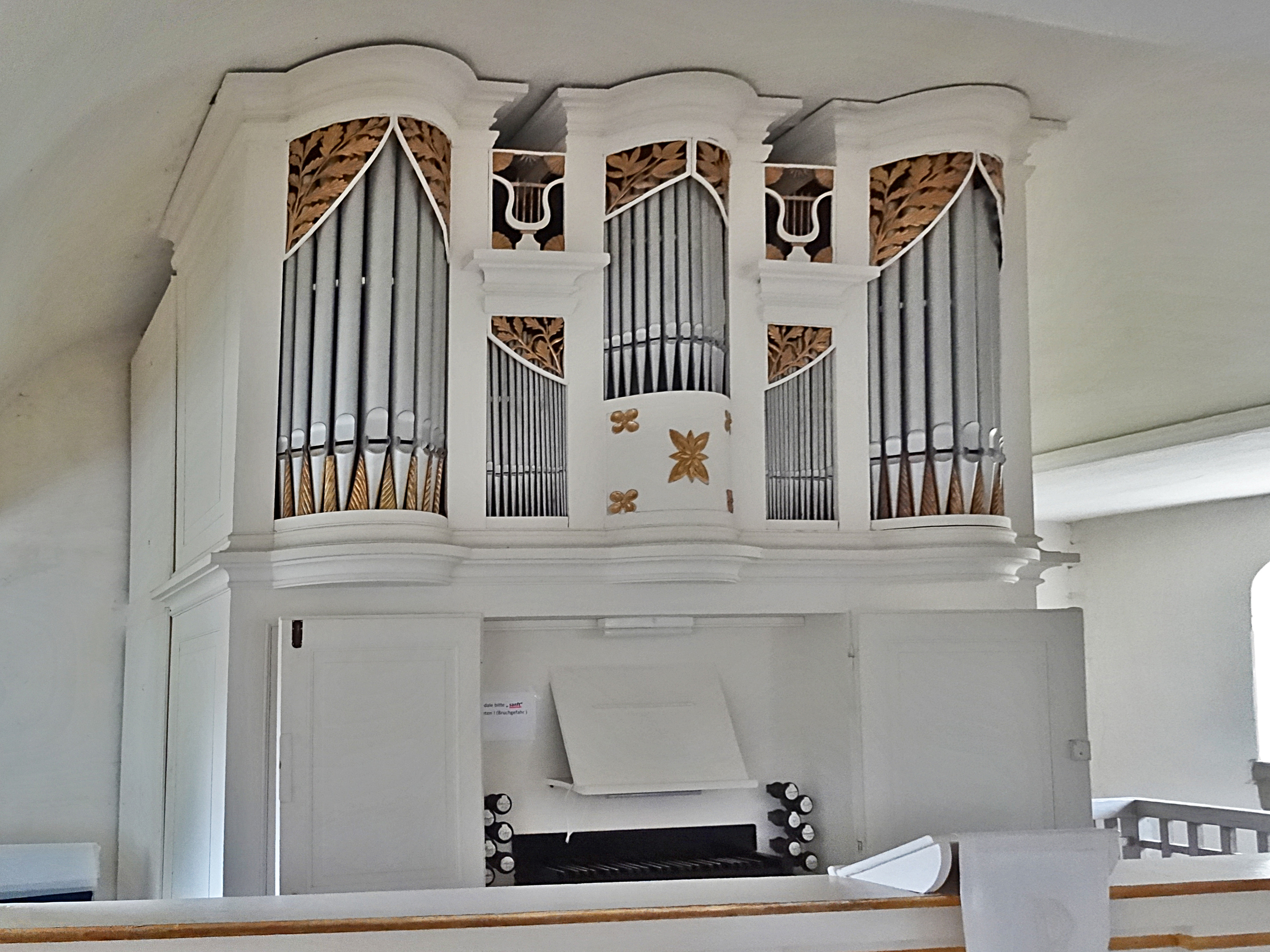
Poppe-Orgel

Die Saalkirche ist spätromanischen Ursprungs. Aus dieser Zeit haben sich der Chorturm und eine halbrunde Apsis mit Apsiskalotte erhalten. Im obersten Geschoss des Kirchturms sind an der Ostseite Biforien, an der Nordseite sind sie vermauert, an der Südseite befindet sich ein Triforium. Alle sind mit achteckigen Säulen, Kelchblock Würfelkapitellen und Spitzbögen. In die Schlusssteine der Bögen des Triforiums sind kleine Wülste eingelegt. 1756/57 wurde das Kirchenschiff umgebaut und im Westen ein Anbau für die Patronatsloge errichtet, wie der Bezeichnung am Portal im Süden zu entnehmen ist. 1831 und 1881 wurden große Renovierungen vorgenommen. An der Südseite des Kirchenschiffes sind Reste eines mittelalterlichen Portals vorhanden.  Das Kirchenschiff hat eine Decke mit Vouten, die mit Stuck verziert sind. Emporen befinden sich an drei Seiten. Unter der Westempore gibt es zwei Priechen für die gehobenen Stände. Der Kanzelaltar im Chor besteht aus Pilastern, verkröpftem Gebälk und einen gesprengten Schweifgiebel mit Putten. Der polygonale Kanzelkorb mit einer Rocaille, die eine Inschrift enthält. Darüber schwebt ein geschwungener Schalldeckel. Der Aufbau ist weiß marmoriert, die plastischen Details sind mit Gold abgesetzt. Beidseits des Altars befinden sich rundbogige Durchgänge mit Bekrönung. Der Kanzelaltar und ein zierliches, dreibeiniges Gestell für das Taufbecken mit abnehmbarem Pultdeckel wurden 1757 bzw. 1758 von Geraer Bürgern gestiftet. Der Flügelaltar stammt vom Anfang des 16. Jahrhunderts. Auf dem Altarretabel sind Maria mit Kind, der heilige Ägidius und Erasmus im Mittelschrein dargestellt, sowie die heilige Barbara und Katharina auf den Flügeln. In der Predella ist die Anbetung der Könige dargestellt. Auf den Flügelaußenseiten sind Gemälde des heiligen Nikolaus und des Ägidius. Das steinerne Antependium von 1605 hat drei Blendarkaden, beschriftet mit Bibelzitaten.
Auf der Westempore steht eine Orgel mit 10 Registern, verteilt auf ein Manual und ein Pedal, die 1838 von Karl Ernst Poppe gebaut wurde. Die Glocke wurde 1488 gegossen.